# Schloss Laufenbach
Schloss Laufenbach ist ein ehemaliges Schloss in der Ortschaft Laufenbach der Gemeinde Taufkirchen an der Pram in Oberösterreich.

## Geschichte

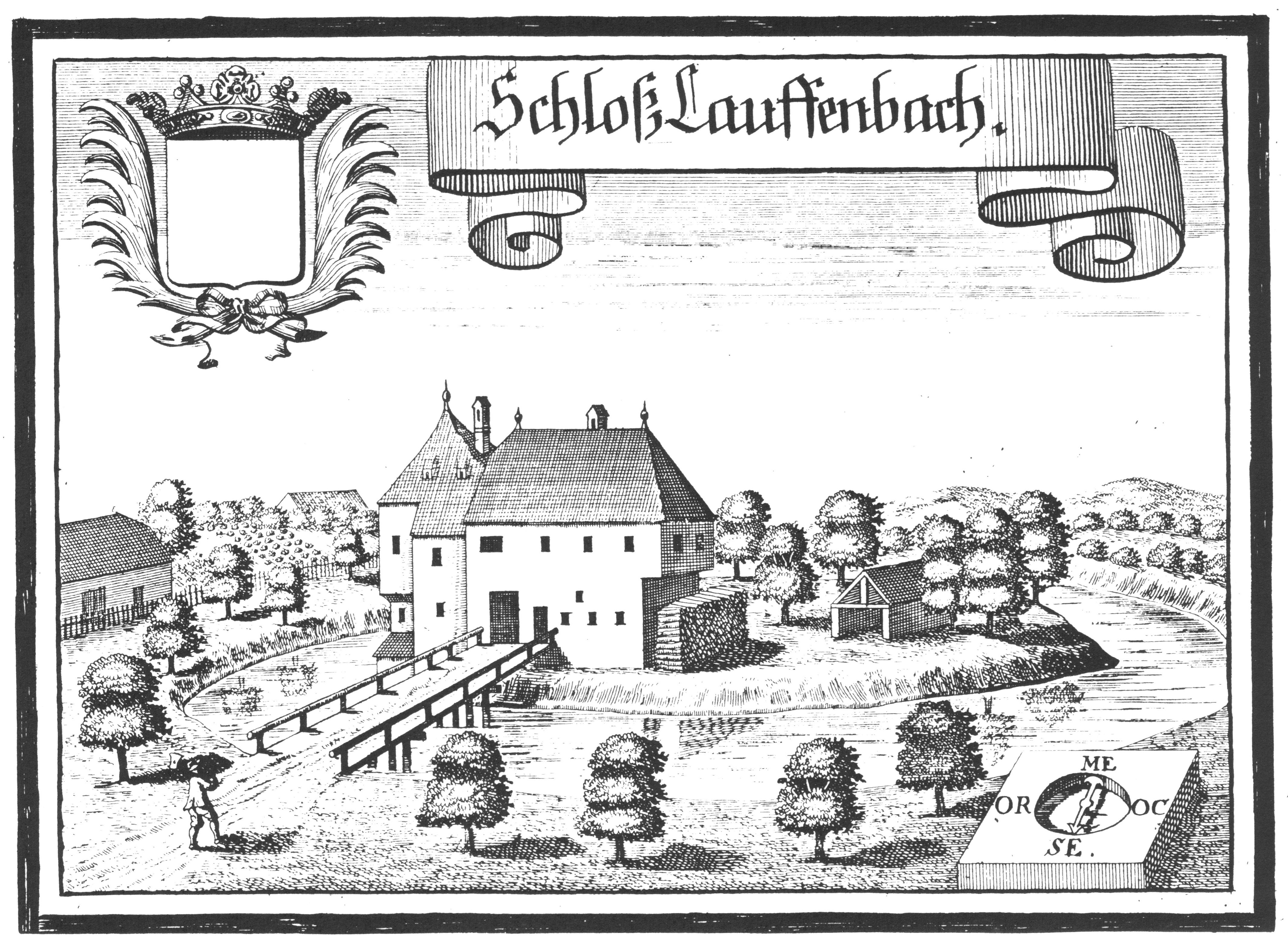
Schloss Laufenbach

Um das Jahr 800 wird der Ort Laufenbach erstmals als Lupuhinespah urkundlich erwähnt. In dieser Urkunde übergibt ein gewisser Oudalolf seine Ländereien, und damit auch wahrscheinlich das Schloss Laufenbach, an die Kirche St.Stephan in Passau. Im 12. und 13. Jahrhundert war das Schloss im Besitz der Herren von Laufenbach, die mehrfach in Urkunden der Klöster Vornbach und Reichersberg aufscheinen. So etwa 1140 Ascwon von Loifenbach, 1200 Conrad von Laufenbach oder 1258 und 1269 Marquard von Laufenbach. Nach dem Aussterben der Herren von Laufenbach kam der Edelsitz um das Jahr 1380 in den Besitz der Petersheimer und nach diesen an die Herren von Rasp, von denen 1410 Hanns Rasp zu Lauffenbach genannt wird. Die Herren von Rasp besaßen zu dieser Zeit auch das nahegelegene Schloss Teufenbach. Anschließend folgte ein rascher Besitzerwechsel:
- 1500 Valentin und Balthasar Ottenberger
- 1510 die Ruestorfer
- 1530 die Püchler
- 1534 die Rainer (1574 wird Joachim Rainer auf Laufenbach erwähnt)
- 1600 die Donnerer von Donnersberg
- 1640 Johann Franz Reittorner von Schöllnach

Im Jahr 1692 kam Laufenbach dann im Heiratsweg gemeinsam mit den Edelsitzen Rainding, Hauzing und dem Schloss Neuhaus am Inn an Freiherrn Wolfgang Heinrich Gemmel zu Flischbach, Landrichter zu Schärding. Von seinen Erben ging der Besitz nach 1728 an Freiherr Carl Adam von Freiberg auf Hohenaschau, und im Weiteren im Jahr 1738 an den Grafen Ferdinand von der Wahl auf Aurolzmünster.
Die Graf von der Wahl'sche Herrschaftsverwaltung zu Aurolzmünster ließ schließlich das hölzerne und bereits baufällige Schloss abtragen. Der Ringweiher wurde weitgehend trockengelegt und die dazugehörenden Grundstücke an umliegende Bauern verkauft.

## Beschreibung

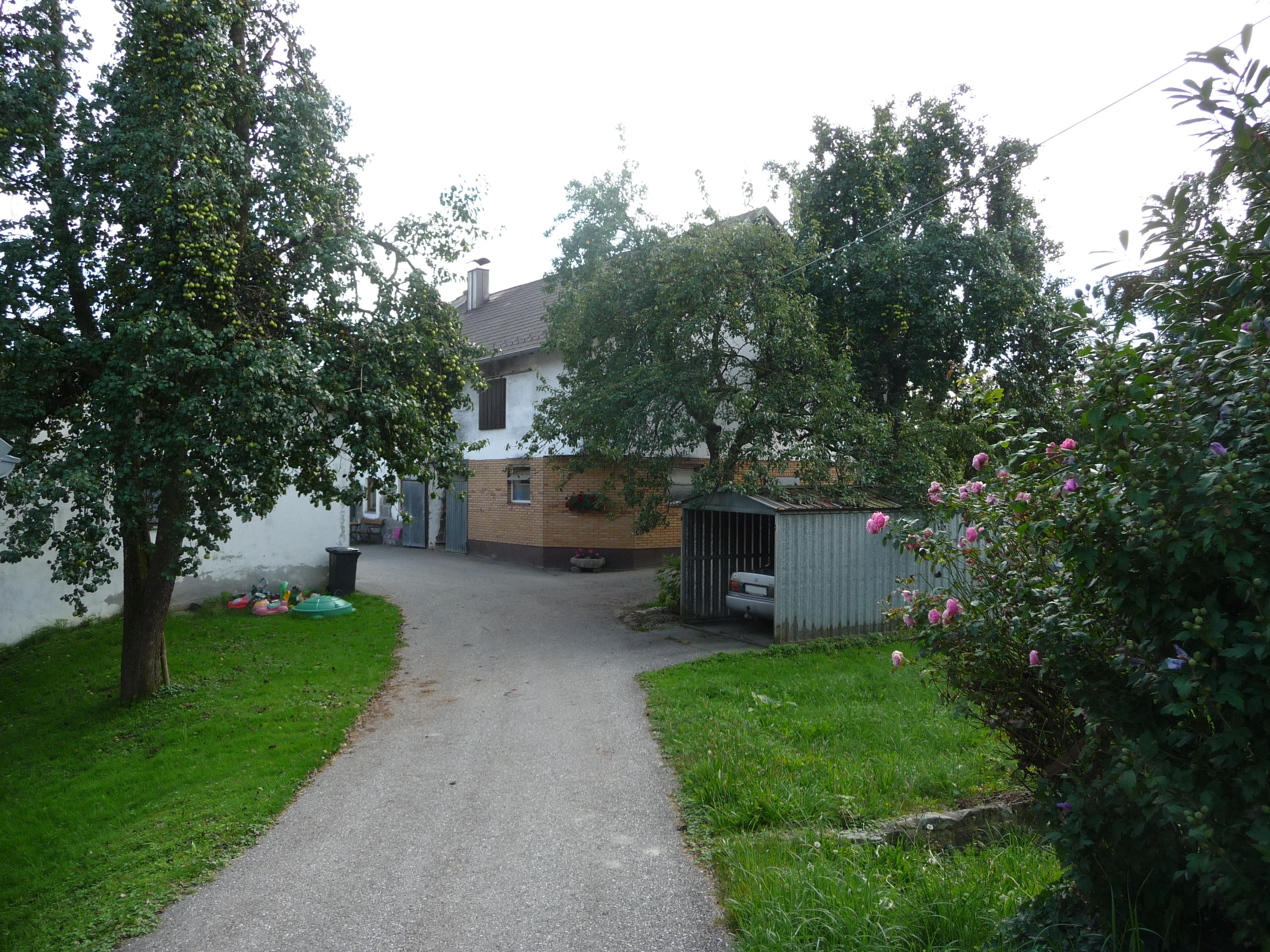
Lagestelle des Schlosses Laufenbach

Nach der einzigen erhaltenen Ansicht des Schlosses von Michael Wening war Laufenbach um das Jahr 1721 ein zweigeschoßiger Bau, der von einem kreisförmigen Wassergraben umgeben war. Der Zugang erfolgte über eine Brücke an der Nordseite.
Nachdem das Schloss vollständig abgetragen worden war, wurde an seiner Stelle ein Wohnhaus errichtet, das sich noch heute über seiner Lagestelle erhebt. Einzig erhaltener erkennbarer Rest des Schlosses Laufenbach ist der stark verflachte, aber noch deutlich im Gelände erkennbare halbkreisförmige Graben der den Schlosshügel vom nordöstlichen Gelände abtrennte.